# 巴罗 (伊泽尔省)
巴罗（法語：Barraux，法語發音：[baʁo]）是法国伊泽尔省的一个市镇，属于格勒诺布尔区。

## 地理
巴罗（45°26'4"N, 5°58'40"E）面积11.13 平方千米，位于法国奥弗涅-罗讷-阿尔卑斯大区伊泽尔省，该省份为法国东南部内陆省份，北起顺时针与安省、萨瓦省、上阿尔卑斯省、德龙省、阿尔代什省、卢瓦尔省和罗讷省。
与巴罗接壤的市镇（或旧市镇、城区）包括：圣玛丽迪蒙、拉比西耶尔、沙帕雷扬、拉弗拉谢尔、蓬沙拉。

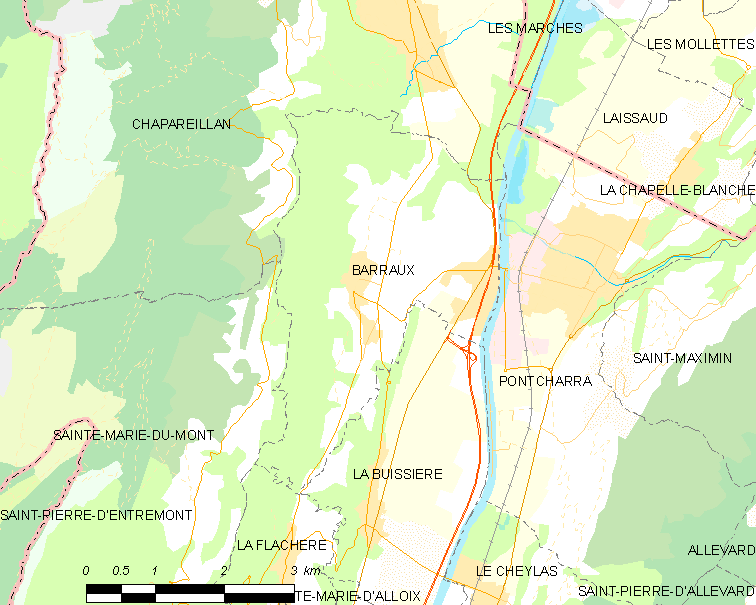
的OSM定位图

巴罗的时区为UTC+01:00、UTC+02:00（夏令时）。

## 行政
巴罗的邮政编码为38530，INSEE市镇编码为38027。

## 政治
巴罗所属的省级选区为上格雷西沃当县。

## 人口

1962-2008年间人口变化图示

巴罗于2022年1月1日时的人口数量为2002人。